# Marcus Tönsen
Marcus Tönsen (* 30. November 1772 in Kius, Herzogtum Schleswig; † 11. Juli 1861) war ein deutscher Theologe und Rechtswissenschaftler.

## Leben
Als Sohn eines Landmanns auf der Domschule Schleswig vorbereitet, widmete er sich ab 1790 dem Studium der Evangelischen Theologie an der Christian-Albrechts-Universität Kiel im Herzogtum Holstein. 1796 bestand er das theologische Amtsexamen auf Schloss Gottorf. Gleich darauf wurde er Prediger bei der deutschen Gemeinde in Dublin. Er legte dieses Amt 1799 nieder, kehrte nach Kiel zurück  und studierte Rechtswissenschaft. 1801 bestand er die juristische Prüfung mit dem höchsten Prädikat (erster Charakter). 1802 wurde er Untergerichtsadvokat in Kiel, dazu 1804 Universitätssyndikus, 1805 Obergerichtsadvokat und im selben Jahr königlicher Hardesvogt der Tønder- und Højerharde.
In diesem Amt verblieb er bis 1816, als er dem Ruf als ordentlicher Professor der Kieler Universität folgte. 1817 ernannte ihn die Juristische Fakultät zum Dr. iuris in honorem. 1823/24 und 1838/39 war er Rektor der Christian-Albrechts-Universität. Seit 1841 königlich dänischer Etatsrat, wurde er 1850 emeritiert.

## Werke
- Glosse einiger Fragmente der revidirten Landgerichtsordnung. 1802
- Grundzüge eines allgemeinen positiven Privatrechts, dargestellt aus einem positiv-rechtlichen Princip, 1828
- Beiträge zur Kritik und zur Basis eines allgemeinen positiven Privatrechts. 1842
- Mitautor in: Das Staats- und Erbrecht des Herzogthums Schleswig. Kritik des Commissionsbedenkens über die Successionsverhältnisse des Herzogthums Schleswig. Hamburg 1846.